# Love Me Tender (roman)
Pour les articles homonymes, voir Love Me Tender.
Love Me Tender est un roman de Constance Debré paru en 2020.

## Résumé
L'autrice poursuit son œuvre d'autofiction. Dans ce roman, elle revient sur la perte de la garde de son fils.

## Distinctions
- 2020 : Prix Les Inrockuptibles[3]

## Adaptation
- En 2024, la réalisatrice Anna Cazenave Cambet tourne l'adaptation du roman, qui constitue son second long métrage. Avec Malou Khebizi, Vicky Krieps, Antoine Reinartz, Park Ji-min, Salif Cissé, Monia Chokri et Clotilde Courau.